# Suite de administración remota Goverlan
La suite de administración remota Goverlan (Goverlan Remote Administration Suite) es un producto de software creado y distribuido por PJ Technologies Inc. Se trata de un conjunto completo de herramientas de software diseñadas para proporcionar soporte técnico, servicios de escritorio remoto, servicios de administración de escritorio de la empresa y servicios de gestión de Active Directory para equipos basados en Microsoft Windows.

## Historia
El producto Suite de Administración Remota Goverlan fue lanzado comercialmente por primera vez el 10 de marzo de 1999 bajo el nombre de 'Goverlan 99'. La versión original incluía solamente (algunas) características de administración remota limitadas. Carecía de los servicios de control remoto, así como de prestaciones para la administración de escritorio global. Sin embargo, debido a su diseño intuitivo y fácil de usar, las características limitadas que ofrecía se popularizaron entre los grupos de apoyo a los usuarios en los EE. UU. y Europa. Cuando se lanzaron versiones posteriores en los años 2000-2009, el conjunto de características que ofrece Goverlan creció considerablemente para satisfacer las necesidades de otras divisiones de tecnología de la información. La versión actual, Suite V7 de Administración Remota Goverlan, fue lanzada el 10 de agosto de 2009.

## Tecnología
La Suite v7 de Administración Remota Goverlan ofrece servicios de gestión de cuentas Active Directory (AD) a través de las interfaces de servicio de Active Directory (ADSI). También proporciona diagnóstico remoto y servicios de gestión a equipos remotos utilizando un agente Goverlan propietario o mediante extensiones de Windows Management Instrumentation (WMI). Esto permite la administración remota de equipos cliente de Microsoft Windows, ya sea a a base de agente o libre de agente, respectivamente.

## Funciones
El producto Suite de Administración Remota Goverlan puede utilizarse para realizar las siguientes tareas en una red basada en Windows.

### Administración del dominio y administración de cuentas
Goverlan es compatible con Active Directory y se puede utilizar para realizar las siguientes tareas de administración de dominio:
- Gestión de Directorio
- Gestión de cuentas
- Gestión membresía de grupo
- Gestión de contraseñas
- Búsqueda en el directorio de objetos

### Soporte de usuario y de administración del sistema
- Detección de ordenadores (computadoras) de usuarios registrados
- Administración del sistema de equipos remotos
- Reportes sobre hardware y sistemas operativos
- Inventario y distribución de software
- Gestión de Windows Automatic Update

### Solución de acceso remoto
La solución de acceso remoto de la Suite de Administración Remota Goverlan se proporciona a través de la función Goverlan Remote Control Software. Esta característica ofrece los siguientes servicios:
- Servicios de control remoto a través de Goverlan Remote Control (GRC) y protocolos Virtual Network Computing (VNC)
- Servicios de acceso remoto a través de los protocolos de Citrix ICA y MSRDP
- Asistencia remota de equipos remotos en una red pública
- Monitoreo Remoto de la actividad en pantalla de grupos de equipos en una sola pantalla

### Usuario de empresa y gestión desktop
Goverlan se puede utilizar para realizar tareas de gestión de usuarios y de escritorio a nivel global a través de una característica llamada Scope Action. La función de Scope Action utiliza una tecnología Push para despachar la ejecución de tareas a grupos grandes de objetos de red en tiempo real. Scope Actions pueden ser utilizadas para realizar las siguientes tareas:
- Gestión de activos empresariales e inventario
- Gestión global de la cuenta de dominio
- Distribución global de tareas, incluyendo la distribución de software y archivos Hotfix
- Detección de objetos
- Validación de cumplimiento

### Administración remota libre de agente
Goverlan se comunica con equipos remotos, ya sea a través del Agente Goverlan o a través de WMI. Así, se puede utilizar como una solución de administración remota basada en agente o libre de agente. Goverlan ofrece los siguientes servicios WMI relacionados:
- Acceso a todo el conjunto de espacios de nombres WMI y las clases en el repositorio WMI
- Consultar las propiedades de las clases WMI en grupos de equipos remotos a través de una interfaz de usuario
- Ejecutar los métodos de las clases WMI en grupos de equipos remotos a través de una interfaz de usuario
- Generar Scripts WMI
- Generar consultas WQL a través de un asistente

### Inventario y distribución de software
Goverlan se puede utilizar para llevar a cabo la gestión de productos de software en un único equipo o en un grupo de equipos remotos
- Informar de los productos de software instalados en un equipo remoto o en un grupo de equipos remotos
- Instalar de forma remota los productos de software en un equipo remoto o en un grupo de equipos remotos
- Remotamente desinstalar productos de software en un equipo remoto o en un grupo de equipos remotos
- Reparar de forma remota un producto de software que se ha dañado a través de la corrupción de archivos o la eliminación

## Seguridad
El protocolo de comunicación Goverlan ha sido diseñado con características de seguridad robusta. Cada conexión y comunicación del software Goverlan en el aspecto administrativo y el Agente Goverlan en el lado del cliente es cifrada, autenticada, autorizada y auditada según se describe en esta sección

### Cifrado
El protocolo de comunicación Goverlan encripta todos los datos transmitidos entre el equipo del administrador y la máquina del cliente mediante el cifrado de flujo RC4 de RSA Security

### Autenticación y autorización
El agente Goverlan utiliza Microsoft Security Support Provider Interface (SSPI) para autenticar de forma segura la identidad de la persona que inició la conexión. SSPI también se utiliza para suplantar la identidad de esta persona en la máquina cliente. Utilizando la identidad y los privilegios de la persona que inició la sesión de control remoto, la sesión de control remoto es autorizada o rechazada.

## Cumplimiento
Goverlan Remote Administration Suite cumple con los siguientes requerimientos:
- Section 508 Standards.[2]
- PCI DSS Compliance.[2]